# Sigismondo Pandolfo Malatesta
Sigismondo Pandolfo Malatesta, numit și „Lupul din Rimini”, (n. Brescia, 19 iunie 1417 - d. Rimini, 9 octombrie 1468), fiu al lui Pandolfo al III-lea Malatesta și al amantei sale Antonia da Barignano, a fost un condotier italian, senior al Rimini și al Fano, din 1432, în timp ce fratele său, Domenico Malatesta a fost senior al Cesenei. Membru al Casei de Malatesta, seniori ai Rimini între 1295 și 1500, Sigismondo Malatesta este un personaj istoric faimos prin trădările sale, prin provocările la adresa moravurilor din societatea italiană a secolului al XV-lea. Era considerat de contemporanii săi drept unul dintre cei mai redutabili comandanți militari ai epocii sale.

## Biografie
A fost învestit cu titlul de cavaler de împăratul Sigismund de Luxemburg, al Sfântului Imperiu Romano-German. Considerat de contemporanii săi drept unul dintre cei mai îndrăzneți condotieri din Italia, îl întâlnim în multe bătălii care caracterizează această perioadă. În mai multe rânduri a fost în solda papilor, a comandat trupele venețiene în campania contra Republicii Ambroziene și contra lui Francesco Sforza, și chiar, în 1465, împotriva Imperiului Otoman. I-a ajutat pe florentini în rezistența contra invaziei lui Alfonso al V-lea al Aragonului, reușind să rupă asediul la Piombino, cu o manevră care i-a surprins atât pe inamici cât și pe aliați. Pentru aceste reușite, a fost primit triumfal la Florența. Aceste acțiuni l-au mâniat pe regele Aragonului, care l-a urât toată viața și i-a cerut fiului său să distrugă statul lui Malatesta.

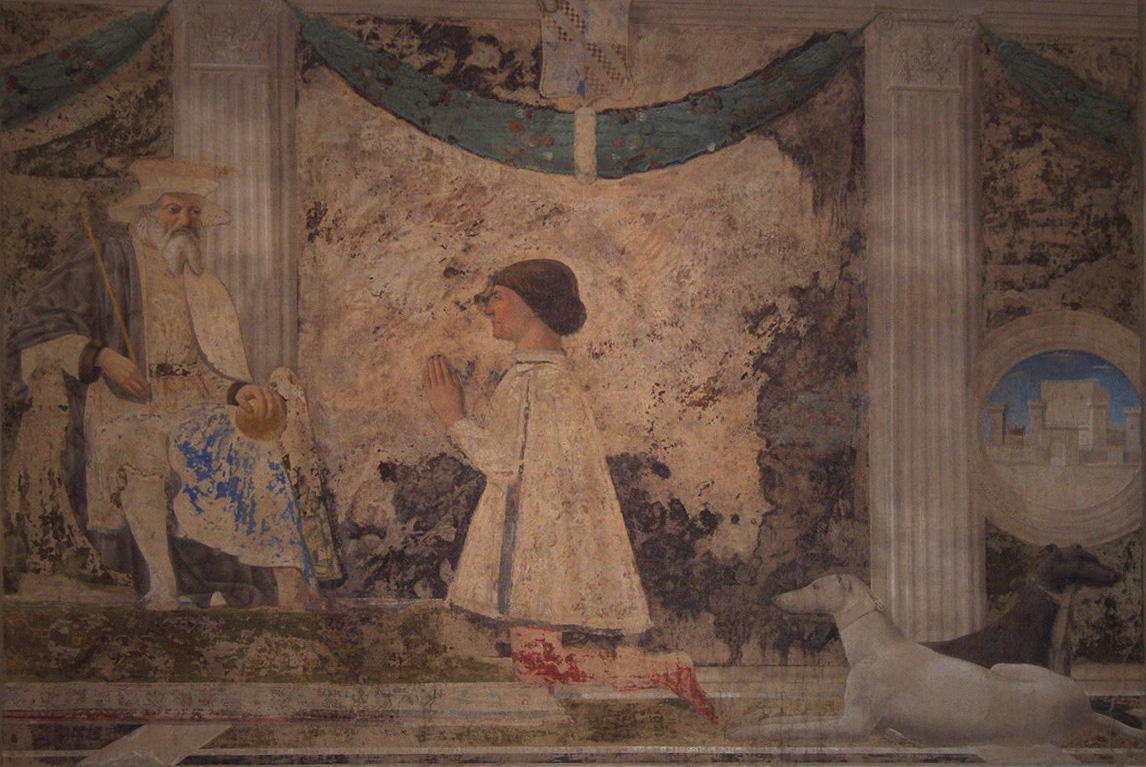
Sigismondo Pandolfo Malatesta rugându-se la Sfântul Sigismund, frescă de Piero della Francesca, în Tempio Malatestiano din Rimini

A fost un poet și mecena al artelor. Lui îi datorăm crearea unuia dintre monumentele simbol ale orașului Rimini și al  întregii Renașteri: Templul Malatesta, în italiană Tempio Malatestiano, creat de Leon Battista Alberti.
A avut, pe rând, trei soții legitime: s-a căsătorit cu Ginevra d’Este în 1434, decedată în 1440, cu Polissena Sforza, în aprilie 1442, decedată în 1448. Acestea, se pare, au fost asasinate de Sigismondo. Cea de-a treia și ultima soție legitimă a lui Sigismondo Malatesta a fost Isotta degli Atti (circa 1432 - 1474), cu care s-a căsătorit în 1456, și care îi era amantă încă din 1445, pe când Polissena trăia. Relația lui Sigismondo cu Isotta a fost cunoscută de public din 1449. Doar această a treia căsătorie nu a fost încheiată pentru obținerea unui avantaj politic sau militar.
În 1461, Papa Pius al II-lea l-a acuzat pe Sigismondo Malatesta de uxoricid (că le-a asasinat pe cele două soții ale sale, Ginevra și Polissena), și că a ucis și alte persoane, și l-a excomunicat. Ginevra d'Este a murit otrăvită, Polissena Sforza a murit sufocată cu un prosop. Sigismondo a pus să fie ucis un călugăr franciscan care a refuzat să-i divulge secretul spovezii Polissenei.
Din căsătoria cu Ginevra d’Este nu au rezultat copii. Polissena Sforza i-a dăruit doi copii Galeotto, născut în 1442 și mort la câteva luni de la naștere, și Giovanna (1444 - 1511). Din relația cu Isotta degli Atti, au rezultat patru copii: Giovanni (născut în 1447 și mort după câteva luni de la naștere), Antonia (1451 - 1483), Sallustio, Vittorio.
După excomunicarea lui Sigismondo Malatesta, Isotta s-a ocupat de conducerea orașului Rimini, în numele soțului său, iar după moartea acestuia, survenită în 1468, în numele fiului lor, Sallustio. Sallustio a fost ucis, în anul următor, la ordinul lui Roberto Malatesta, fiu nelegitim al lui Sigismondo, care a preluat controlul orașului. 

### Sfârșitul vieții
Sigismondo Pandolfo Malatesta a decedat la vârsta de 51 de ani, în 1468. Corpul său a fost înmormântat în Templul lui Malatesta, care nu era încă terminat.

## Mecenat
Sigismondo Pandolfo Malatesta a protejat artele, angajându-i pe Pisanello, pe Matteo de' Pasti, Agostino di Duccio, Leone Battista Alberti și pe Piero della Francesca. A dispus construirea Templului Malatesta, un mausoleu care conține mormintele membrilor familiei sale. În cea de-a doua capelă a Templului se află mormântul celei de-a treia și ultimei soții, Isotta degli Atti; aici este reprezentată stema familiei Malatesta: Trandafirul (iubirea față de literatură și de arte), și Elefantul (ferocitatea).

## Posteritate
Judecata istoricilor este contrastată. Se recunoaște că Sigismondo se complăcea în „viol, adulter și incest”. Abuzurile sale sexuale s-au întins chiar și asupra copiilor săi, unii dintre ei fiind violați de Sigismondo. Marele specialist al Renașterii italiene, Francesco Guicciardino îl descrie pe Sigismondo drept un „dușman al păcii și al bunăstării”. Sigismondo era deplin conștient de păcatele sale și chiar se lăuda cu ele, într-o serie de sonete erotice dedicate soției sale Isotta.

## Sigismondo Pandolfo Malatersta în literatură
- Piesa Malatesta de Henry de Montherlant[13] descrie aventurile sale.
- José-Maria de Hérédia[14], în Médaille descrie aventurile lui Sigismondo Malatesta.
- Ezra Pound îl amintește drept „cel mai bun ratat din istorie”.

## Galerie de imagini

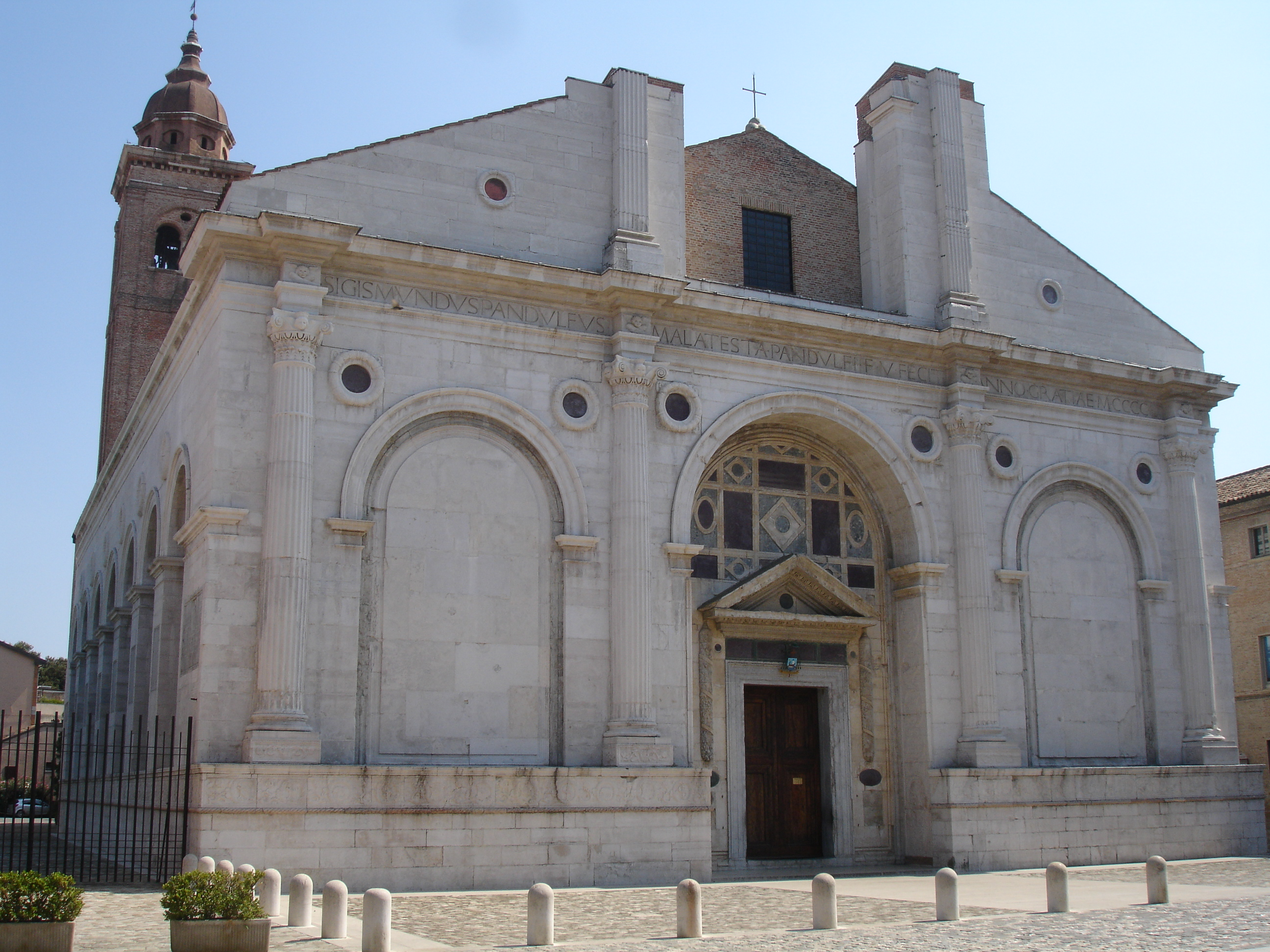
Tempio Malatestiano, Rimini
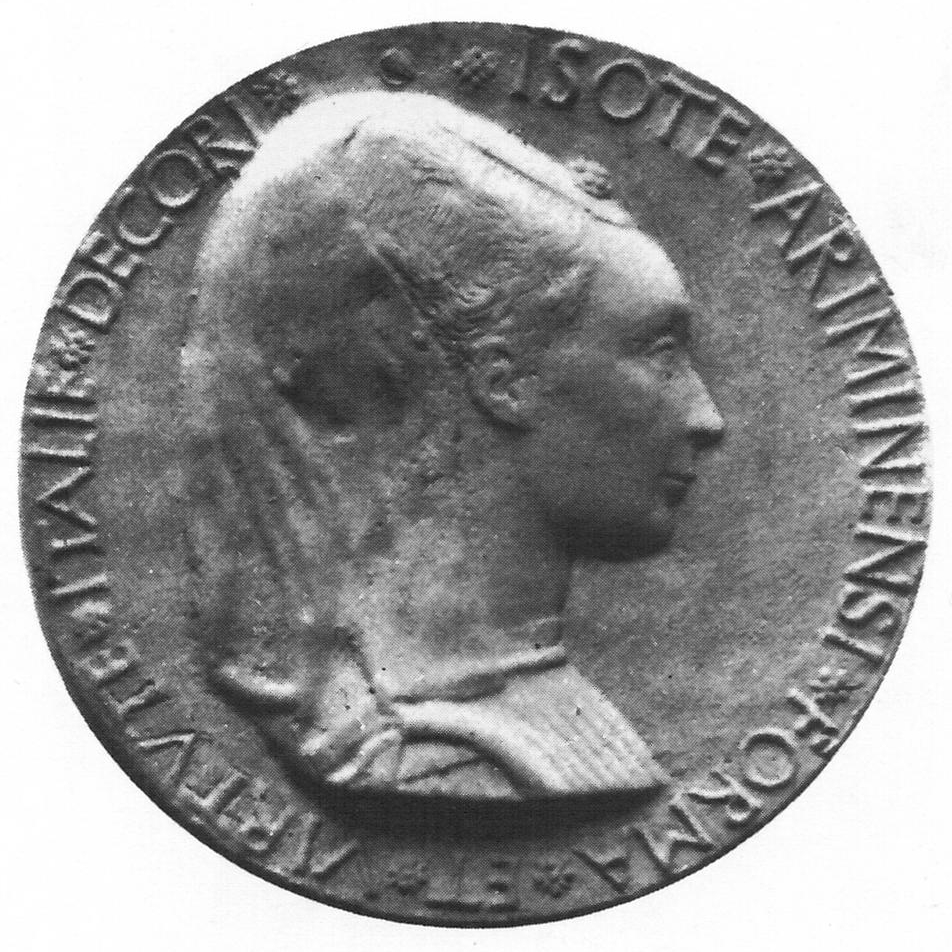
Medalia Isottei degli Atti de Matteo de' Pasti
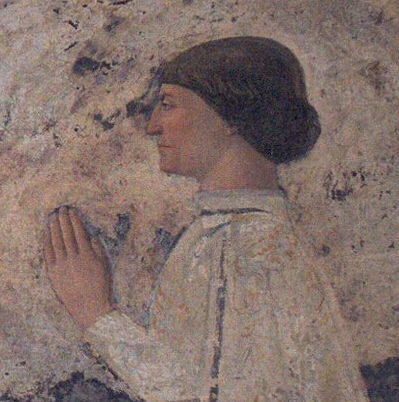
Sigismondo Pandolfo Malatesta rugându-se la Sfântul Sigismund, frescă de Piero della Francesca, în Tempio Malatestiano, din Rimini (detaliu)
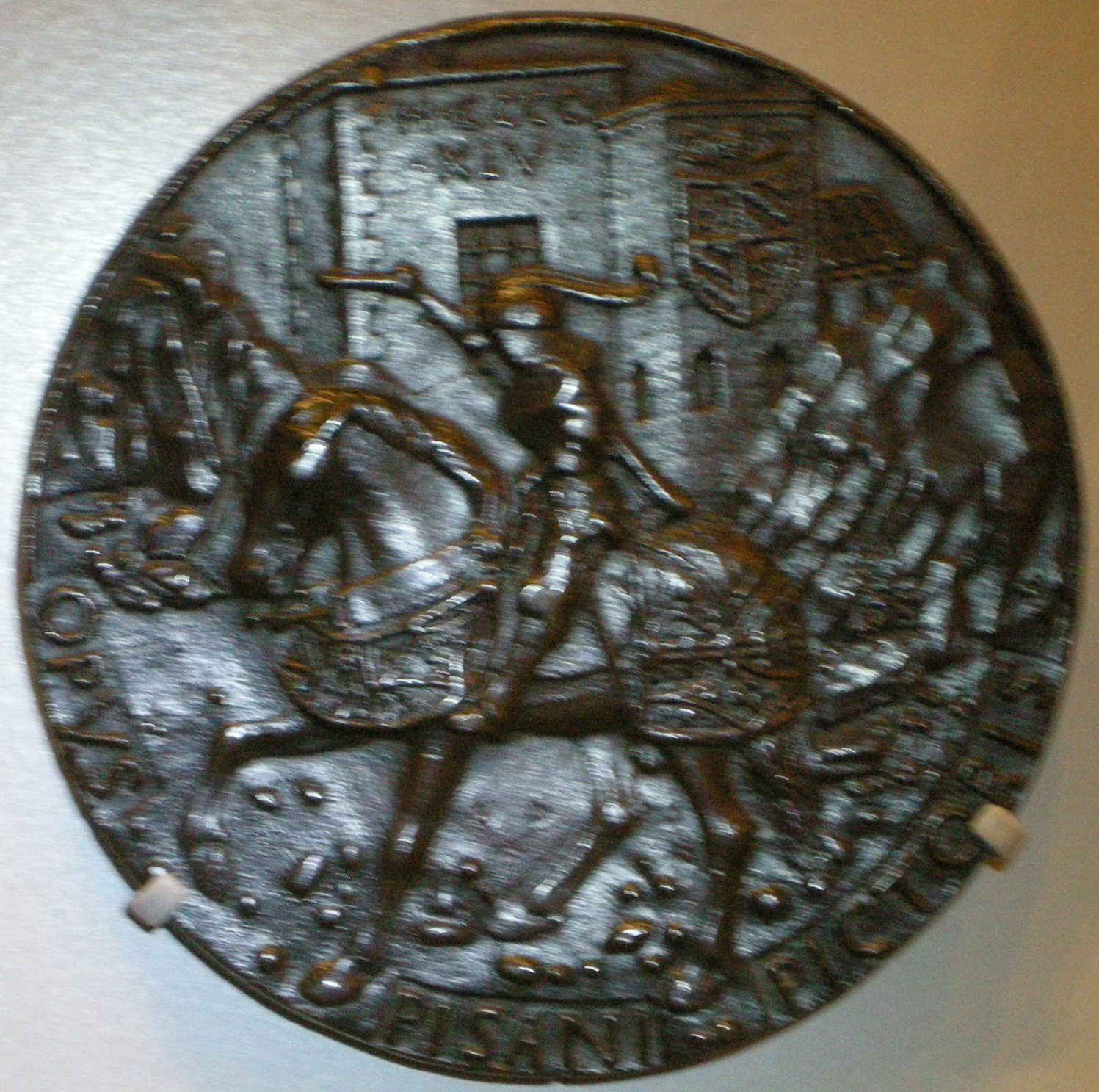
A doua medalie a lui Sigismondo Pandolfo Malatesta, de Pisanello, (1445), revers